# Xenomastax wintreberti
Xenomastax wintreberti är en insektsart som beskrevs av Marius Descamps 1964. Xenomastax wintreberti ingår i släktet Xenomastax och familjen Euschmidtiidae. Inga underarter finns listade i Catalogue of Life.